# Teorotrium brevipenne
Teorotrium brevipenne är en skalbaggsart som beskrevs av Leon Fairmaire 1901. Teorotrium brevipenne ingår i släktet Teorotrium och familjen långhorningar.
Artens utbredningsområde är Madagaskar. Inga underarter finns listade i Catalogue of Life.